# CRISM

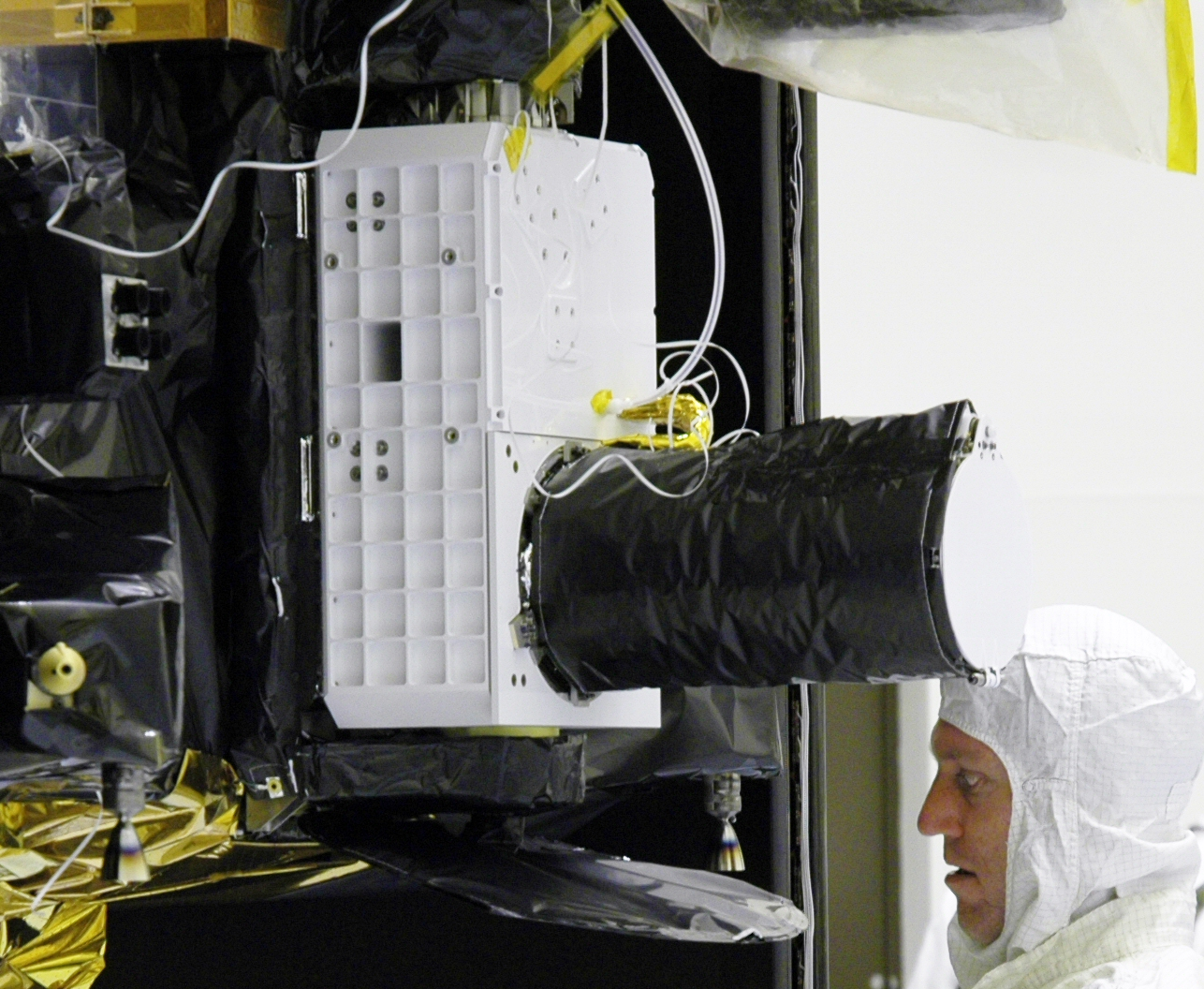
Инженер НАСА и спектрометр CRISM.

Compact Reconnaissance Imaging Spectrometer for Mars (CRISM) — спектрометр видимого и ближнего инфракрасного излучения, установленный на борту космического аппарата Mars Reconnaissance Orbiter для поиска минералогических признаков прошлой или настоящей деятельности воды на поверхности Марса. В состав команды прибора входят учёные из более чем десяти университетов во главе с исследователем Скоттом Марчи. CRISM был разработан, построен и испытан в Университете Джонса Хопкинса Лаборатории прикладной физики.

## Назначение
Назначением CRISM является поиск мест на Марсе, которые могли содержать у себя воду, а также химические соединения, которые свидетельствовали бы о прошлой или настоящей деятельности внеземных форм жизни на Марсе. CRISM участвует в создании подробных минералогических карт поверхности Марса, показывая присутствие различных минералов и химических веществ. Минералы включают в себя: железо, оксиды, слоистые силикаты и карбонаты, все они имеют характерные признаки идентифицирования в видимом инфракрасном излучении, которое CRISM легко распознает. Кроме того, спектрометр измеряет количество частиц льда и пыли в атмосфере Марса, что помогает лучше охарактеризовать климатические сезоны Марса.

## Исследования

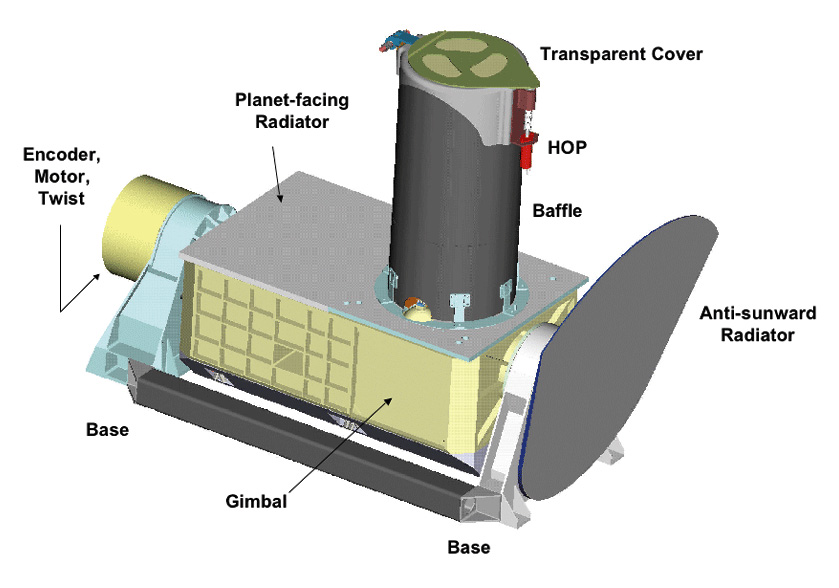
Схема строения спектрометра CRISM.

CRISM использует видимое и инфракрасное электромагнитное излучение, работая в диапазоне длин волн от 370 до 3920 нм, измеряя спектр 544 каналов (каждый 6,55 нм в ширину). Прибор имеет два режима, не целевой мультиспектральный (multispectral untargeted) и целевой гиперспектральный режим (hyperspectral targeted). В не целевом режиме, CRISM разведывает Марс, записывая около 50 544 измерений длин волн с разрешением от 100 до 200 метров на пиксель. В этом режиме за несколько месяцев работы будет отображена половина всей поверхности Марса, а через год — большая её часть. Целью данного режима является обнаружение интересных мест. В целевом режиме спектрометр записывает около 544 измерений длин волн. Когда космический аппарат MRO находится на 300-километровой высоте, CRISM способен обнаруживать узкие, но длинные полосы на поверхности Марса (от 18 до 10800 метров), и на основе его показаний создаются их изображения.

## Устройство
Часть спектрометра CRISM, отвечающая за сбор данных носит название оптический датчиковый блок. Он состоит из двух спектрографов, работающих в видимом свете с длинами волн от 400 до 830 нм и в инфракрасном свете с длинами волн от 830 до 4050 нм. Инфракрасный датчик охлаждается до −173 °C (-280 °F) за счёт пластины радиатора и трёх криогенных охладителей. Блок обработки данных CRISM сжимает данные перед их отправкой. Прибор работает в диапазоне длин волн от 370 до 3920 нм, измеряя спектр 544 каналов (каждый 6,55 нм в ширину), с максимальным разрешением 18 метров на пиксель, снимая при этом с высоты 300 км.